# Henri Giraud
Henri Honoré Giraud (18. ledna 1879 – 11. března 1949) byl francouzský generál, politik a vůdce svobodných francouzských sil v době druhé světové války.
Giraud, narozený do alsaské rodiny obchodníka s uhlím v Paříži, vystudoval vojenskou akademii v Saint-Cyr a sloužil ve francouzské severní Africe. Během první světové války byl Němci zraněn a zajat, ale podařilo se mu uprchnout ze zajateckého tábora. Během meziválečného období se Giraud vrátil do severní Afriky a bojoval v rífské válce, za což byl vyznamenán Řádem čestné legie.
Na začátku druhé světové války bojoval Giraud v Nizozemsku. V květnu 1940 byl znovu zajat Němci, ale v dubnu 1942 se mu po dvou letech pečlivého plánování podařil další úspěšný útěk ze zajetí. Ve vichistické Francii tajně spolupracoval se Spojenci a po operaci Torch (listopad 1942) po atentátu na Françoise Darlana převzal velení francouzských vojsk v severní Africe. V lednu 1943 se zúčastnil konference v Casablance spolu s Charlesem de Gaullem, Winstonem Churchillem a Franklinem D. Rooseveltem. Později téhož roku se Giraud a de Gaulle stali spolupředsedy francouzského Výboru národního osvobození, ale v dubnu 1944 Giraud ztratil politickou podporu a rezignoval na funkci.
Po válce byl Giraud zvolen do ustavujícího Národního shromáždění Francouzské čtvrté republiky. Zemřel v Dijonu v roce 1949.